# Пискуха Гловера
Ochotona gloveri — вид зайцеподібних гризунів з родини пискухових (Ochotonidae). Видовим епітетом вшановано професора доктора Гловер Морріл Аллен (1879–1942).

## Таксономічна примітка
Таксон включає muliensis.

## Морфологічна характеристика
Це пискуха середнього розміру з довжиною тіла від 16 до 22 сантиметрів і вагою від 140 до 300 грамів. Влітку має сіро-коричневий, сіро-рудуватий або червонуватий колір хутра. Черевна сторона і верхівки лап сірувато-білі, білі або тьмяно-сірі. Обличчя помаранчеве або блідо-коричневе від морди до чола; у підвиду O. g. brookei кінчик носа оранжево-червоний і світло-сірі плями над очима, у підвиду O. g. gloveri горло темно-сіре, а верхня частина морди димчасто-жовта. Вуха від світло-каштанового до оранжевого кольору досягають довжини 31-39 міліметрів і рідковолосисті. Взимку забарвлення на спині дещо світліше, але в іншому відповідає забарвленню влітку. Довжина задніх лап становить від 31 до 36 міліметрів.

## Поширення
Країни проживання: Китай (Тибет, Цинхуань, Сичуань, Юньнань).

## Спосіб життя
Ochotona gloveri зазвичай мешкає в осипах, але також відомо, що мешкає на стінах глинобитних будівель. Цей вид не зустрічається в середовищах існування, які використовуються для сільського господарства або тваринництва. Ставить стіжки сіна. Ochotona gloveri характеризується як узагальнена травоїдна тварина.